# Жребево
Жребево (вариант на името Жребово) е село в Южна България. То се намира в община Девин, област Смолян.

## География
Село Жребево се намира в планински район на около три километра южно от Триград и северно от Кестен, и на 5 километра от държавната граница с Гърция.

## История
От 1878 до 1886 година то попада в т. нар. Тъмръшка република. През 1920 година в селото живеят 85 души, през 1946 – 164 души, а през 1965 – 200 души. До август 1934 година селото се е наричало Айгър дере. Това идвало от „хайгар“, което означава „жребец“.

## Религии
- Християнство
- Ислям

## Обществени институции
- Кметство Жребово
- Читалище Жребово
- Мюсюлманско джамийско настоятелство Жребово